# Tschifflik

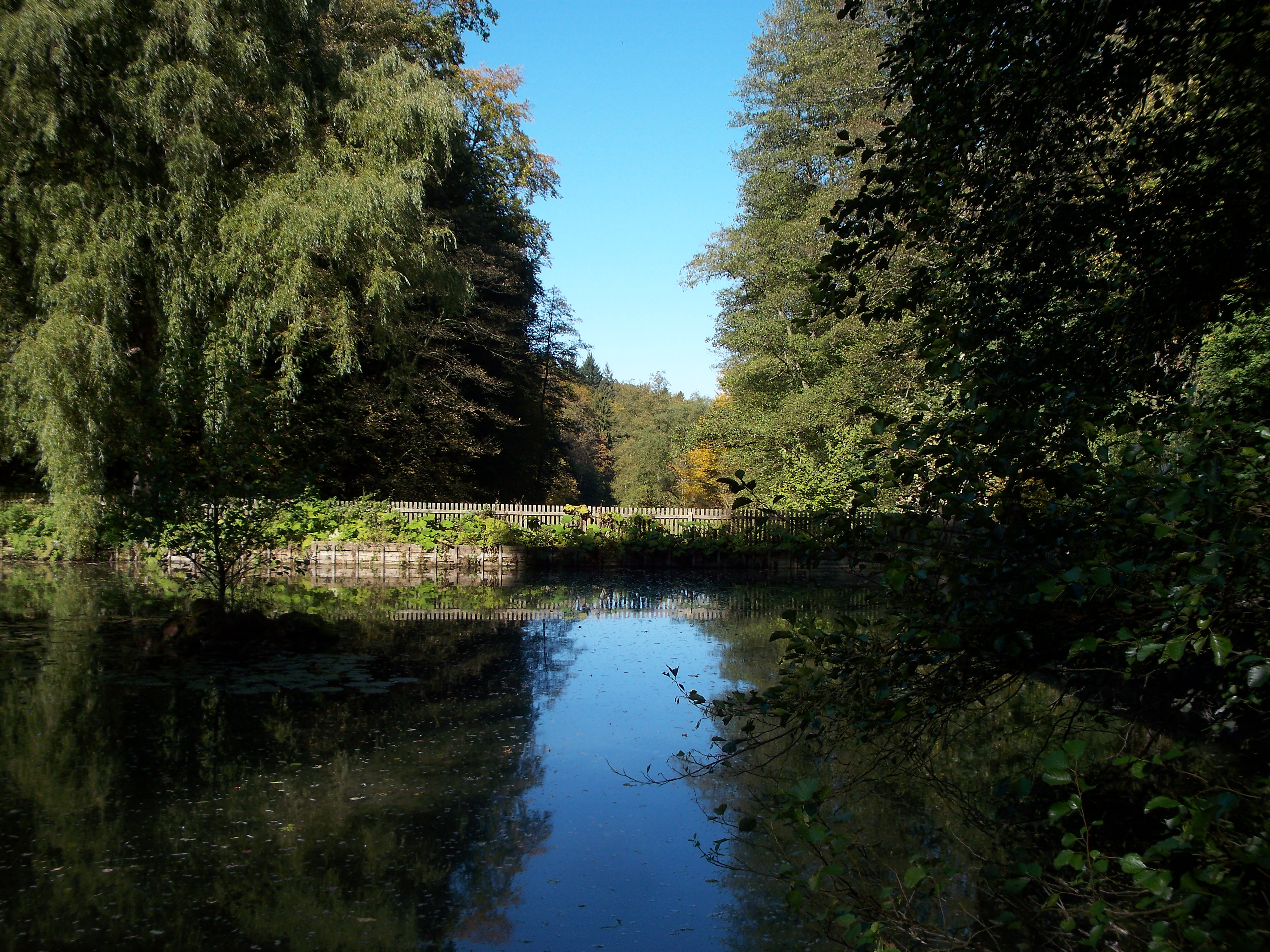
Fragment ogrodowych instalacji wodnych

Tschifflik (tur. Çiftlik = farma, gospodarstwo rolne) – podmiejska rezydencja w Zweibrücken, wybudowana w latach 1715–1716 przez króla Stanisława Leszczyńskiego według pomysłu króla i planów szwedzkiego budowniczego Jonasa Eriksona Sundahla; Tschifflik jest typowym przykładem barokowej architektury ogrodowej. 

## Historia
Obiekt powstał w czasie pierwszego wygnania Stanisława Leszczyńskiego z kraju (1714–1718), które spędził w Księstwie Palatynat-Zweibrücken. 4 lipca 1714 Leszczyński przybył do dziedziczonego przez władców szwedzkich księstwa. Karol XII uczynił go księciem z upoważnienia (fr. prince par délégation), co miało zapewnić spokojną egzystencję byłego polskiego monarchy. 
W czasie swych rządów Leszczyński wzniósł tam rezydencję podmiejską i nakazał budowę nowego klasztoru w Gräfinthal, gdzie pochowana została jego córka Anna. Na swoim dworze utrzymywał francuski zespół teatralny noszący nazwę Teatru Jego Mości Króla Polski. Wybór tureckiej nazwy rezydencji pochodził od króla, który przebywał uprzednio w Benderach w Naddniestrzu na pograniczu tureckim (dzisiejsza Mołdawia). W 1716 zamieszkały przez rodzinę królewską kompleks architektoniczny składał się z budynku głównego, dwóch domów mieszkalnych, założenia tarasowego z apartamentami, dwóch budynków gospodarczych, areału ogrodowego z plenerową sceną oraz licznych instalacji wodnych. W swoich planach, król i architekt kierowali się ukształtowaniem położonego na wschód od miasta terenu by w sposób fizyczno-mechaniczny (wykorzystując jedynie spadki terenu), zapewnić działanie fontann i wodotrysków. Plany, przede wszystkim te dotyczące założeń parkowych, nie zostały jednak sfinalizowane przez Leszczyńskiego. Budowę zakończył w 1728 Gustav Samuel Leopold, w l. 1718–1731 książę Palatynatu-Zweibrücken. 
W następstwie interregnum obiekt podupadł i dopiero w czasach księcia Christiana IV (1742–1775) został ponownie przywrócony do życia. Christian zatrudnił architekta ogrodów Johanna Ludwiga Petri, by ten rozbudował Tschifflik i zaprojektował go na miarę czasu. Petri kierował się przy tym między innymi angielską sztuką budowy ogrodów. W latach 1757–1769 w ogrodzie została założona bażantarnia (niem. Fasanerie). 
Po rewolucji francuskiej, Zweibrücken zostało zajęte przez Francję i teren ten został przekazany w użytkowanie krajowej stadninie koni. Pierwotne założenie architektoniczne uległo wymaganiom praktycznym i zaczęło niszczeć. Miasto Zweibrücken weszło w posiadanie obiektu dopiero w 1887.

## Współczesność
W połowie wieku XX teren został udostępniony turystom, jako cel podmiejskich wycieczek i miejsce o charakterze rekreacyjnym. W latach 70. powstał hotel z restauracją oraz dziki ogród różany połączony drogą różaną z Europejskim Ogrodem Różanym, bazujący na starych planach Sundahla. Odkryto również i odsłonięto ruiny małej wieżowej warowni, datowanej na początek XII w.
Chroniony jako zabytek historyczny ogród bażanci (Fasanengarten), stał się w latach 2006-2008 fragmentem nowo otwartego szlaku turystycznego „Ogrody i Pejzaże”. Został też w wielu fragmentach odnowiony przez miasto Zweibrücken. Pozwoliły na to środki finansowe Unii Europejskiej. 
Cały kompleks jest ważnym punktem widokowym na barokowym szlaku Saara – Palatynat.

## Literatura
- Max Hauttmann - Lustschloß Tschifflik bei Zweibrücken - 1919 - S. 54-58
- Jan Ostrowski - Tschifflik, maison de plaisance Stanisława Leszczyńskiego w Zweibrücken - "Kwartalnik Architektury i Urbanistyki" XVII wieku - 1972 s. 361-373